# جيك دونينغ
جيك دونينغ (بالإنجليزية: Jake Dunning)‏ هو لاعب كرة قاعدة أمريكي، ولد في 12 أغسطس 1988 في فورت ستيوارت ‏ في الولايات المتحدة.

## وصلات خارجية
- جيك دونينغ على موقع دوري كرة القاعدة الرئيسي (الإنجليزية)
- جيك دونينغ على موقعبيزبول رفرنس.كوم (الدوري الرئيسي) (الإنجليزية)
- جيك دونينغ على موقعبيزبول رفرنس.كوم (الدوري الثانوي) (الإنجليزية)
- جيك دونينغ على موقع إي إس بي إن.كوم (أم.أل.بي) (الإنجليزية)
- جيك دونينغ على موقع مشجعي الرسوم البيانية (الإنجليزية)